# Синодальный отдел по церковной благотворительности и социальному служению
Синодальный отдел по церковной благотворительности и социальному служению Русской Православной Церкви — одно из синодальных учреждений Церкви. Учреждён решением Священного Синода 31 января 1991 года. Отдел координирует и оказывает содействие в работе церковных социальных начинаний во всех епархиях в России и за рубежом, разрабатывает и внедряет эффективные методики помощи нуждающимся, организует обмен опытом и обучение церковных социальных работников.
Социальное служение Русской Православной Церкви включает более 4500 церковных социальных служб и проектов в России и других странах, в том числе 78 приютов для женщин в кризисных ситуациях, 230 центров гуманитарной помощи, более 90 церковных приютов для бездомных, более 400 проектов по оказанию помощи инвалидам, 231 церковный центр для наркоманов, более 900 сестричеств милосердия, более 600 православных организаций и проектов, помогающих алкоголикам и их родственникам.
Синодальный отдел по благотворительности выступает координатором церковной помощи в период масштабных чрезвычайных ситуаций. Отдел организовал помощь пострадавшим от летних пожаров 2010 года, от наводнения в Крымске в 2012 году, беженцам из Украины в 2014—2015 годах, в период пандемии коронавирусной инфекции в 2020—2021 годах. Также помощь оказывается за рубежом.

## Миссия, цели и задачи
Миссия Синодального отдела по церковной благотворительности и социальному служению Русской православной церкви заключается в соединении эффективных современных технологий благотворительности с подлинно христианским служением ближнему. При этом социальное служение Русской православной церкви не ограничивается религиозными, национальными, государственно-политическими или социальными рамками.
Основными целями и задачами в работе Синодального отдела по церковной благотворительности и социальному служению являются:
- координация и содействие в работе церковных социальных начинаний во всех епархиях;
- разработка и внедрение эффективных методик помощи всем категориям нуждающихся;
- организация обмена опытом и обучения церковных социальных работников, а также межконфессиональный обмен опытом;
- организация эффективного сотрудничества с государственными структурами всех уровней, а также с общественными организациями и предпринимательскими структурами;
- популяризация идеи о необходимости личного участия в делах милосердия, привлечение внимания к нуждам обездоленных, привлечение в сферу благотворительности широкого круга людей и организаций;
- создание общецерковного массового добровольческого движения милосердия;
- создание общецерковных программ привлечения массовых частных пожертвований на социальные проекты Церкви.

## Структура
В структуре Синодального отдела по благотворительности и социальному служению действуют координационные центры и подразделения, отвечающие за различные направления работы.
- Координационный центр по противодействию алкоголизму и утверждению трезвости]
- Координационный центр помощи бездомным
- Общество православных врачей
- Координационный центр по противодействию наркомании
- Координационный центр по работе с глухими, слепоглухими и слабослышащими
- Группа церковной помощи в чрезвычайных ситуациях
- Юридическая служба Синодального отдела по благотворительности.

## Направления работы

###### Помощь инвалидам
В итоговом документе IV Общецерковного съезда по социальному служению, который прошёл 16—18 мая 2014 года, говорится, что всего за 2011—2014 годы было инициировано 37 новых церковных социальных проектов, направленных на помощь инвалидам и их семьям. Сегодня в России свыше 400 православных организаций, которые помогают детям и взрослым с инвалидностью.
По благословению патриарха Московского и всея Руси Кирилла в 2014 году при Синодальном отделе по благотворительности был создан Координационный центр по работе с глухими, слепоглухими и слабослышащими. Тогда же было подписано соглашение о сотрудничестве с Всероссийским обществом глухих. Сейчас в 71 православном храме и общине на территории России ведётся работа с глухими и слепоглухими людьми. Регулярно проводятся курсы по обучению священнослужителей, социальных работников и добровольцев работе с глухими, слепоглухими и слабослышащими. Занятия проводят ведущие преподаватели и специалисты учебно-методического центра Всероссийского общества глухих.
С 2015 года Синодальный отдел проводит курсы для священников и мирян, работающих с глухими и слабослышащими. В мае и в октябре 2015 года такие курсы прошли в Томске, в июне — июле — в Курске, в сентябре — в Кирове, в ноябре — в Москве. В 2016 году курсы обучения жестовому языку проходили с февраля по май в Москве. В марте 2017 года курсы обучения жестовому языку прошли в Нижнем Новгороде. Курсы прошли также в Ростове-на-Дону в июле и сентябре 2017 года. Кроме того, в Хабаровске также прошло обучение жестовому языку в два этапа: первый модуль в декабре 2018 года и второй, углублённый, в мае 2019 года.
Синодальный отдел выпустил несколько тематических методических пособий: «Инвалид в храме: помощь людям с проблемами слуха и зрения» (выдержало 2 издания), «Особый человек в храме», «100 фраз на русском жестовом языке: разговорник для священнослужителей», «Как сделать храм доступным для всех: технические нормы и архитектурные решения» и другие.

###### Помощь бездомным
В Православной Церкви задействованы более 100 социальных служб, помогающих бездомным, открыто 95 церковных приютов для бездомных, работают 10 автобусов милосердия (мобильных пунктов помощи бездомным). На территории Синодального отдела по благотворительности и социальному служению организован «Ангар спасения» (проект православной службы помощи «Милосердие»), где бездомные могут поесть, получить одежду и помощь в восстановлении документов и приобретении билетов домой.
Совместно с благотворительным фондом «Помощник и покровитель» Синодальный отдел по церковной благотворительности и социальному служению ежегодно организует автопробег «Надежда». Маршрут автопробега охватывает несколько российских городов. В ходе акции бездомным раздают теплую одежду, оказывают медицинскую и социальную помощь. Также сотрудники Синодального отдела делятся опытом с социальными работниками и волонтерами региональных НКО, которые работают с бездомными.
В 2013 году участники автопробега посетили 7 городов (Владимир, Чебоксары, Ульяновск, Саратов, Пензу, Йошкар-Олу и Самару) и оказали помощь 150 бездомным.
В 2014 году автопробег прошел по 8 городам (Тула, Брянск, Курск, Орел, Воронеж, Липецк, Тамбов, Рязань), помощь получили 190 бездомных.
В 2015 году автопробег прошел по 10 городам (Иваново, Ярославль, Вологда, Череповец, Тихвин, Выборг, Санкт-Петербург, Великий Новгород, Псков, Великие Луки), помощь получили более 200 бездомных.
В 2016 году автопробег прошел по 10 городам (Воронеж, Шахты, Ростов-на-Дону, Краснодар, Новороссийск, Ставрополь, Элиста, Астрахань, Волгоград, Тамбов), помощь получил 341 бездомный.
С 2013 года Синодальный отдел по церковной благотворительности и социальному служению проводит ежегодный конкурс имени Надежды Монетовой. Его задача выявить и поощрить людей, которые успешно трудятся на благо тех, кто лишился крова.

###### Помощь алкоголезависимым
В 2014 году Священный Синод принял Концепцию по утверждению трезвости и профилактике алкоголизма. Более 500 православных организаций помогают алкоголезависимым и их родственникам на территории России, в том числе более 60 реабилитационных центров и более 300 обществ, братств и групп трезвости.
Православная Церковь регулярно организует конференции для священнослужителей и мирян по вопросам реабилитации алкоголезависимых. В 2014 году была возобновлена традиция ежегодного празднования Дня трезвости 11 сентября, в день Усекновения главы Пророка Иоанна Предтечи. С 2015 года инициативу Церкви по празднованию Дня трезвости поддерживает Министерство здравоохранения РФ. В этот день в храмах совершаются усиленные молитвы об избавлении от недуга пьянства, в регионах страны проходят как церковные, так и светские акции и мероприятия, пропагандирующие здоровый образ жизни и отказ от алкогольной зависимости. При поддержке Синодального отдела по взаимоотношениям Церкви с обществом и СМИ была организована информационная поддержка Дня трезвости. Интерес СМИ к данному событию растет с каждым годом: в 2015 году вышло 1370 публикаций, в 2016 году — 3976, в 2017 году — 4877, наконец, в 2018 году — 5825 материалов. Развиваются такие структуры, как церковные пункты первичного приема алкоголиков, реабилитационные центры, социальные гостиницы, «дома трудолюбия». Создан Координационный центр по противодействию алкоголизму и утверждению трезвости.
При Синодальном отделе по церковной благотворительности и социальному служению действует Иоанно-Предтеченское братство «Трезвение», которое взаимодействует с обществами трезвости из других епархий и регионов. Ежегодно братство проводит слет православных трезвенников на озере Увельды в Челябинской области.

###### Помощь одиноким матерям и беременным
До 2011 года в России был только один церковный приют для беременных и женщин в кризисной ситуации. Во многом благодаря поддержке Синодального отдела по благотворительности сегодня в России открыты и работают более 60 таких приютов, которые расположены от Калининграда до Южно-Сахалинска. Также работает свыше 180 центров гуманитарной помощи, которые принимают и распределяют вещи среди нуждающихся семей.
В течение трех лет подряд, с 2011 по 2013 год, Синодальный отдел по благотворительности проводил конкурс по финансированию приютов для беременных и женщин с детьми, проектов предабортного консультирования, оказания материальной, психологической и юридической помощи беременным и пр. Общий бюджет конкурса составлял 15 миллионов рублей ежегодно. Заявки на конкурс принимались от епархий, приходов, монастырей, а также православных образовательных и некоммерческих организаций из всех регионов страны, кроме Москвы, Московской области и Санкт-Петербурга.
В 2011 году по итогам конкурса целевое финансирование получили 14 проектов из российских регионов.
В 2012 году в рамках конкурса финансовую поддержку получили 17 проектов: 7 приютов для мам, а также центр вещевой помощи, детский сад для детей-инвалидов, швейная мастерская и другие проекты, которые оказывают помощь женщинам.
В 2013 году Победителями, получившими целевое финансирование, стали 23 региональных проекта: 8 приютов для беременных и женщин с детьми, 6 центров развития детей-инвалидов и детей из многодетных семей, 4 семейных кризисных центра и 4 кабинета психологической помощи беременным и др.
Осенью 2011 года был создан Патриарший совет по вопросам семьи и защиты материнства, позднее переименованный в Патриаршую комиссию.
В 2012 году в Москве открылся «Дом для мамы», состоящий из приюта и консультационного центра. Здесь женщинам помогают юристы, психологи и социальные работники. В «Доме для мамы» можно бесплатно получить детскую одежду, лекарства, коляски, детские кроватки и другие необходимые вещи. C 2015 года в Центре проводятся сертифицированные курсы парикмахерского дела, курсы маникюра, флористики и бухгалтерского дела. По состоянию на февраль 2017 года, в нём получили приют 181 мама и 186 детей, из них 61 ребёнок родился во время проживания мам в центре. Кроме того, более 6000 женщин получили в «Доме для мамы» социальную, юридическую, гуманитарную помощь. «Дом для мамы» является модельным проектом для других регионов: опыт его работы тиражируется по всей стране.
В 2016 году, к Дню защиты детей, по благословению Святейшего Патриарха Московского и всея Руси Кирилла проходил сбор средств во всех российских храмах на нужды беременных и женщин с детьми. Было собрано свыше 39 миллионов рублей, после чего Синодальный отдел по благотворительности распределил их на конкурсной основе. Эти средства были направлены на создание 100 новых центров гуманитарной помощи в 89 епархиях — в 102 населенных пунктах 57 регионов России. В Центрах матери и беременные женщины, находящиеся в трудном материальном положении, получают необходимые продукты питания, одежду, средства гигиены и детские вещи. По словам руководителя направления защиты материнства Синодального отдела по благотворительности Марии Студеникиной, к 31 мая 2018 года в новых церковных центрах помощь получили более 14 тысяч человек.
Спустя два года, к Дню защиты детей, по благословению Патриарха Кирилла во всех российских храмах был проведен второй сбор средств на профилактику абортов и помощь женщинам в кризисной ситуации. Было собрано 38 миллионов рублей. По словам председателя Синодального отдела по благотворительности епископа Орехово-Зуевского Пантелеимона, на эти средства в 2019 году будут открыты 13 новых приютов для мам, 32 новых центра гуманитарной помощи и 25 других проектов помощи женщинам в кризисной ситуации (консультационная, юридическая, психологическая помощь, телефоны доверия и т. д.). Также в 2019 году смогут расширить свою деятельность 54 уже работающих проектов помощи женщинам.

###### Помощь наркозависимым
В России действуют 71 церковный реабилитационный центр, а также десятки кабинетов первичного приема, «домов на полпути» и других вспомогательных структур системы реабилитации наркозависимых.
Сегодня идет объединение всех церковных реабилитационных центров в единую сеть, которая должна стать неотъемлемой частью общенациональной системы реабилитации.
На заседании Священного Синода Русской Православной Церкви 26 декабря 2012 года принят документ «Об участии Русской Православной Церкви в реабилитации наркозависимых».
В декабре 2010 года председатель Государственного антинаркотического комитета В. П. Иванов и Святейший Патриарх Московский и всея Руси Кирилл подписали соглашение о взаимодействии между Государственным антинаркотическим комитетом и Русской Православной Церковью.

###### Помощь в чрезвычайных ситуациях
31 августа 2010 года Святейший Патриарх Московский и всея Руси подписал соглашение о взаимодействии Церкви и МЧС.

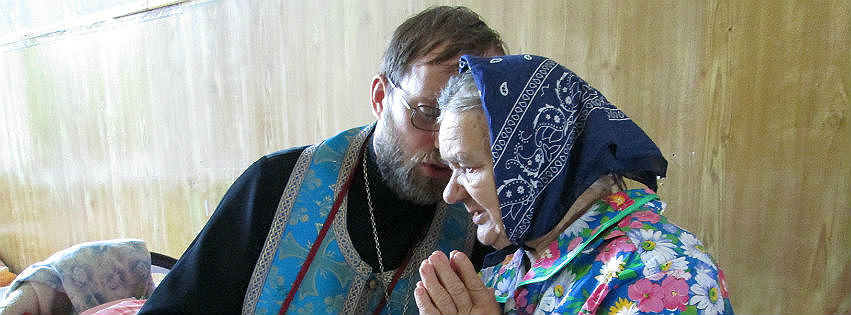
Священник Антоний Игнатьев разговаривает с пострадавшей от наводнения в Крымске. 2012

Наиболее крупные кампании церковной помощи пострадавшим в результате чрезвычайных ситуаций:
- пожары лета 2010 года в России[32][33][34][35]
- землетрясение и цунами в Японии в марте 2011 года
- помощь нуждающимся в Греции в 2012 году
- наводнение в Крымске в 2012 году[36][37][38]
- наводнение на Дальнем Востоке в 2013 году[39][40][41]
- наводнение в Сербии и на Алтае в 2014 году
- помощь пострадавшим от пожаров в Забайкалье и Хакасии в 2014[42]
- помощь мирным жителям и беженцам с Украины в 2014—2015 годах[43][44]
- наводнение в Приморском крае в 2016 году

В рамках Соглашения с МЧС России представители Русской Православной Церкви проходят обучение в учебно-методических центрах. Специальная подготовка позволяет священникам профессионально действовать во время чрезвычайных ситуаций.
Группа церковной помощи в чрезвычайных ситуациях- это сестры милосердия, священники и добровольцы, готовые выехать на место трагедии, катастрофы, взрыва или теракта. В задачи группы входит духовная и психологическая помощь пострадавшим, организация питания и временное размещение людей, юридическая, медицинская и социальная помощь.

###### Помощь соотечественникам в Таджикистане
В 2018 году Синодальный отдел по благотворительности открыл адресную программу помощи соотечественникам в Таджикистане. Благодаря поддержке Синодального отдела 14 октября 2018 года в Душанбе открылась бесплатная столовая для людей в трудной жизненной ситуации, а также центр гуманитарной помощи. Организовано регулярное кормление в благотворительной столовой — полноценный обед получают 100 человек. Также 180 человек регулярно получают продуктовые наборы, их отвозят в труднодоступные районы Таджикистана тем людям, которые сами не могут добраться до храма. Кроме того, при поддержке Синодального отдела Душанбинская епархия адресно помогает семьям.

###### Правовая помощь нуждающимся
В Отделе по церковной благотворительности и социальному служению действует служба юристов-добровольцев. Эта служба работает бесплатно. В ней трудятся профессиональные юристы в свободное от своей основной работы время.
Среди тех, кто обращается за юридической помощью: инвалиды; семьи с детьми-инвалидами; малообеспеченные и многодетные семьи с несовершеннолетними детьми; семьи, взявшие под опеку детей-сирот; дети, оказавшиеся в трудной жизненной ситуации; одинокие матери и беременные женщины, оказавшиеся в трудной жизненной ситуации; беженцы; безработные; люди, находящиеся на грани бездомности. Служба юристов-добровольцев помогает решить проблемы в области социальной защиты, жилищного, трудового, семейного и иного законодательства Российской Федерации.
Консультации оказываются как в устной, так и в письменной форме, при необходимости юристом могут быть составлены проекты различных гражданско-правовых договоров, писем, заявлений и иных документов. В ходе консультаций гражданам подробно разъясняется порядок обращения по каждому конкретному вопросу в государственные и муниципальные органы, в иные компетентные организации. Прием ведется только по записи. Записаться можно по телефону справочной службы «Милосердие» 8 (495) 542-00-00.

###### Продовольственная помощь
При поддержке Синодального отдела по церковной благотворительности и социальному служению Русской Православной Церкви Фонд продовольствия «Русь» и православная служба помощи «Милосердие» в 2013 году запустили проект «Народный обед». В рамках проекта открываются добровольческие цеха фасовки продуктовых наборов для кормления людей в трудной жизненной ситуации. Первый цех был запущен в декабре 2013 года в трапезной Марфо-Мариинской Обители милосердия. В 2018 году цеха фасовки постоянно работают в Москве, Абакане, Амурске, Барнауле, Высокоключевом, Санкт-Петербурге, Удомле, Екатеринбурге, Тихвине, Воронеже, Острогожске, Казани, Заречном, Калуге, Краснодаре, Новосибирске, Искитиме, Омске, Самаре, Нижнем Новгороде, Ростове-на-Дону, Тихвине, Смоленске, Владивостоке, Сергиевом-Посаде, Белгороде. В Ростове-на-Дону в июне 2014 года был открыт первый экстренный цех, где фасовка велась в ежедневном режиме на протяжении 2,5 месяцев, основными добровольцами и получателями еды в цехе были беженцы с Украины.
В 2018 году в фасовках «Народных обедов» приняли участие 5,6 тысяч добровольцев, удалось расфасовать и раздать нуждающимся 2 миллиона 692 тысяч порций обедов. Стратегической задачей организаторов проекта «Народный обед» является постепенное открытие цехов фасовки во всех регионах России и переход на еженедельное кормление социально незащищенных категорий населения.
Кроме того, при поддержке Синодального отдела по церковной благотворительности и социальному служению Фонд продовольствия «Русь» реализует направление по благотворительным передачам остатков продукции, получаемым в качестве пожертвований с заводов и складов российских производителей. По проекту «Народный обед» к октябрю 2018 года нуждающиеся получили 369 414 килограммов продовольствия.

#### Организация паллиативной помощи
Самый крупный в России паллиативный стационар в структуре многопрофильной больницы находится в церковной больнице святителя Алексия митрополита Московского, там действуют два паллиативных отделения. Первое отделение отличается от других московских паллиативных отделений и хосписов тем, что здесь принимают пациентов без московской регистрации и даже без документов, В нём находятся 60 человек, большинство из них — лежачие пациенты. В 2019 году открылось второе паллиативное отделение на 35 человек — оно предназначено для жителей Москвы. Также функционирует выездная паллиативная служба, которая впервые в России стала заниматься респираторной поддержкой на дому пациентов, страдающих боковым амиотрофическим склерозом (БАС).
Церковь стоит у истоков детской паллиативной помощи в России. В 2003 году в Санкт-Петербурге протоиерей Александр Ткаченко организовал первый в России детский хоспис. Он ежегодно помогает более чем 300 семьям.
В 2016 году выездная паллиативная служба появилась в Твери. Руководит ею протоиерей Александр Шабанов.
В 2018 году Выборгская епархия совместно с Правительством Ленинградской области открыла детский хоспис в поселке Токсово Ленинградской области. Хоспис рассчитан на 30 мест, в нём есть современное реанимационное отделение, созданы условия для планового наблюдения и поддержки тяжелобольных детей и их родителей, которых также будут обучать уходу за детьми.
Ряд проектов паллиативной помощи организован в Москве православной службой помощи «Милосердие»:
- Служба паллиативной помощи ВИЧ-инфицированным в крупнейшем инфекционном стационаре — ИКБ № 2. С 2007 года сестры милосердия и добровольцы ухаживают за ВИЧ-инфицированными и оказывают им всестороннюю поддержку в трех отделениях больницы, в которых одновременно проходят лечение 140 человек

- Детская выездная паллиативная служба при Марфо-Мариинской обители начала работать в 2011 году. На попечении — около 60 детей. Специалисты службы — врач, медсестры, сиделки, инструкторы ЛФК, социальные работники, психологи, священник — оказывают многофункциональную квалифицированную помощь: медицинскую, социальную, психологическую, духовную неизлечимо больным детям и их родителям.

- Респис — группа круглосуточного пребывания для 6 тяжелобольных детей работает с 2014 года. За год в респисе получают помощь около 60 семей. В респисе могут проживать мамы с детьми, или ребёнок остается под присмотром сиделок и медсестер, которые осуществляют уход. Пребывание ребёнка в респисе возможно в течение 30 дней 1 раз в год.

В 2017 году православная служба помощи «Милосердие» собрала средства и организовала перевод и издание в России одного из лучших паллиативных учебников в мире — «Оксфордского руководства по паллиативной помощи детям». Книга написана 72 специалистами из 12 стран и во всем мире признана главным учебником по паллиативной помощи детям.

#### Добровольческое служение
По состоянию на 2017 год в Церкви насчитывается насчитываются 503 добровольческие группы милосердия и 231 добровольческое объединение разного профиля.
Церковные добровольцы помогают семьям с детьми, детям, оставшимся без попечения родителей, беженцам, инвалидам и их семьям, ухаживают за пациентами в больницах, помогают бездомным и людям с различными видами зависимостей, организуют транспортные перевозки, устраивают
различные благотворительные акции и мероприятия.
Самые крупные церковные службы добровольцев действуют: в Москве — служба добровольцев «Милосердие» (более 1250 чел.) и движение «Даниловцы» (более 700 чел.); в Екатеринбурге, а также в Ростовской, Смоленской, Владивостокской и Хабаровской епархиях.
Согласно опросам, проводимых Синодальным отделом по благотворительности, число добровольцев, участвующих в делах милосердия, постоянно растет. С 2011 по 2015 гг. на 8 тысяч человек увеличилось и число подопечных, которым оказывается помощь в 70 крупных приходских и
епархиальных добровольческих объединениях.
Среди добровольцев много нецерковных людей. Так, в Хабаровской епархии из 150 анкет волонтера только 30 принадлежат воцерковленным людям.
Средний возраст церковных добровольцев — 35-40 лет.
Добровольческое служение стало главной темой V Общецерковного съезда по социальному служению, (1-3 сентября 2015 г). По итогам работы съезда было решено учредить в каждой епархии Русской Православной Церкви добровольческий центр для координации работы добровольцев и привлечения мирян к социальному служению.
Святейший Патриарх Кирилл в своем выступлении на V Общецерковном съезде по социальному служению подчеркнул, что «именно волонтеры, добровольцы должны быть основой развития социальной деятельности в Церкви».

#### Сестричества милосердия

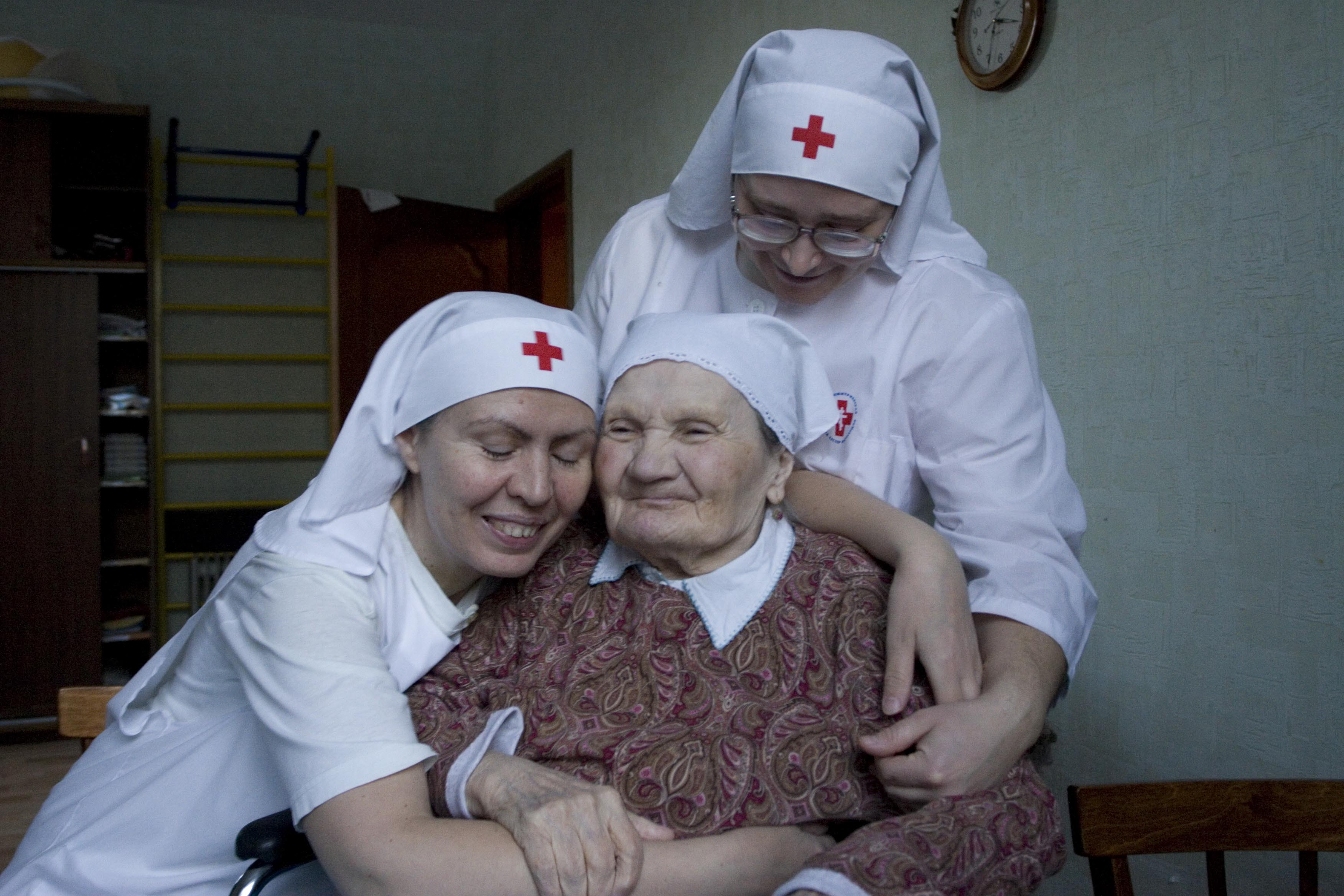
Сестры милосердия в Свято-Спиридоньевской богадельне

В Церкви активно развивается институт сестер милосердия. Ежегодно появляется 5-6 новых сестричеств милосердия. Всего в Церкви действует более 300 сестричеств милосердия. Сестры милосердия ухаживают за одинокими пожилыми и инвалидами на дому, в больницах и интернатах, а также в церковных богадельнях — приютах для пожилых и инвалидов. В России работают свыше 60 богаделен.
Крупнейшим образовательным центром по подготовке сестер милосердия является Свято-Димитриевское училище сестер милосердия Департамента здравоохранения Москвы. Здесь готовят специалистов среднего звена по специальности «Сестринское дело» в соответствии с федеральным государственным образовательным стандартом. Студенты получают диплом государственного образца о среднем профессиональном образовании. Также училище проводит курсы обучения добровольцев «Основы ухода и паллиативной помощи», а также курсы по подготовке младших медицинских сестер по уходу.
С 2018 года лицензированный Учебный центр начал работу в церковной больнице святителя Алексия. В Учебном центре готовят младших медицинских сестер по уходу за больными, организуются курсы повышения квалификации медицинских сестер. Учебный центр выдает свидетельства и сертификаты государственного образца.
Опыт Церкви в организации ухода по многим параметрам является передовым в России. С 2012 года представители патронажной службы православной службы «Милосердие»в качестве преподавателей участвуют в образовательных мероприятиях Союза реабилитологов России, обучая медицинских работников и сестер милосердия уходу за тяжелобольными пациентами по всей стране. Совместно с фондом «Старость в радость» представители службы «Милосердие» проводят обучение сотрудников домов-интернатов в российских регионах. Совместно со специалистами Союза реабилитологов России и Свято-Димитриевского училища сестер милосердия в 2017—2018 годах было издано практическое пособие «Уход за пациентами после инсульта» в 4-х частях. По просьбе Союза реабилитологов России специалисты православной службы «Милосердие» и Свято-Димитриевского сестричества организуют профильные секции по уходу на международных медицинских конгрессах и конференциях.
В 2019 году специалисты патронажной службы «Милосердие» при поддержке Синодального отдела по благотворительности проводят цикл выездных практических семинаров в 4 федеральных округах по обучению основам ухода как церковных, так и светских специалистов на местах: в частности, сестры милосердия делятся своим опытом с персоналом местных больниц и студентами медицинских колледжей.

#### Интернет-обучение
С марта 2011 года Отдел по церковной благотворительности и социальному служению проводит бесплатные обучающие интернет-семинары по вопросам социального служения. Обучение проводится через интернет в режиме «вебинар». Всего с 2011 по апрель 2019 года было проведено более 1000 интернет-семинаров, записи и материалы которых опубликованы в архиве.
Онлайн-занятия проводятся по всем основным направлениям церковной социальной деятельности: организация работы добровольцев, защита материнства, помощь зависимым, помощь инвалидам и их семьям, работа с просителями, помощь бездомным. Кроме того, интернет-обучение охватывает такие важные темы как юридическое и бухгалтерское консультирование, фандрайзинг (привлечение средств на социальную деятельность), социальное проектирование и духовные основы милосердия. Ведущими и консультантами выступают руководители направлений Синодального отдела по благотворительности и приглашенные специалисты. Основная аудитория семинаров — это миряне и священнослужители, отвечающие за социальную работу на приходах и в епархиях Русской Православной Церкви.

#### Помощь сиротам
В России на 2019 год действует несколько десятков церковных приютов. Данные, полученные в результате проведённой в 2013 году паспортизации приютов, свидетельствуют о том, что их выпускники в 6 раз чаще получают высшее образование, чем выпускники государственных детдомов (30 % против 5 %), среди них в 30 раз меньше судимых и алкоголиков (1,3 % против 40 %), а также они в 13 раз реже разводятся (4 % против 53 %).
Святейший Патриарх Московский и всея Руси Кирилл в своем докладе на Архиерейском Соборе 2 февраля 2013 года подчеркнул: «Приютам и детским домам нужно стремиться устраивать детей в семьи, что предполагает серьёзную работу с подысканием и подготовкой возможных приемных родителей».
С мая 2011 года в Марфо-Мариинской обители работает Центр семейного устройства детей-сирот и детей, оставшихся без попечения родителей. С 2011 по 2018 год Школу приемных родителей в Центре семейного устройства окончил 448 человек (30 групп), проведено 1686 консультаций с подопечными семьями. Вернулись в кровные семьи 16 воспитанниц Елизаветинского детского дома. Благодаря работе центра удалось предотвратить помещение многих детей в детские дома, ведется работа по возврату детей в кровные семьи из детских домов — 53 семьи. Центр ведет работу по сопровождению замещающих семей, взаимодействует с детскими домами, оказывает содействие в семейном устройстве детей-сирот и детей, оставшихся без попечения родителей.
С 2011 по 2018 год благодаря работе Школы приёмных родителей в семьи было принято 122 детей-сирот и детей, оставшихся без попечения родителей.
Центр семейного устройства — организация, аккредитованная Департаментом социальной защиты населения города Москвы.
Церковная деятельность по поддержке сирот подробно описана в документе, принятом Высшим Церковным Советом 21 июня 2013 года, «Основные принципы деятельности церковных приютов Русской Православной Церкви».

## Московская православная служба «Милосердие»
Православная служба помощи «Милосердие» — это крупнейшее объединение церковных социальных проектов помощи нуждающимся людям. Служба действует в Москве по благословению Святейшего Патриарха Московского и всея Руси Кирилла. Духовник Службы — епископ Орехово-Зуевский Пантелеимон, викарий Святейшего Патриарха Московского и всея Руси, руководитель Синодального отдела по церковной благотворительности и социальному служению. Сейчас в составе службы 27 социальных проектов, деятельность которых осуществляется на пожертвования.

## Издания Отдела
Синодальный отдел по церковной благотворительности и социальному служению Русской Православной Церкви издает книги, справочники, методические пособия и сборники статей по социальной работе. К апрелю 2019 года издано 41 учебное пособие, в том числе, такие, как «Приют для будущих мам: от плана до воплощения», «Методология социальной реабилитации наркозависимых в церковной общине», «Видеоучебник по организации добровольческой деятельности», «Духовные, психологические и практические особенности помощи бездомным», «100 фраз на русском жестовом языке: разговорник для священнослужителей», «Как сделать храм доступным для всех: технические нормы и архитектурные решения».
- «Видеоучебник по организации добровольческой деятельности»
- «100 фраз на русском жестовом языке: разговорник для священнослужителей»
- «Как сделать храм доступным для всех: технические нормы и архитектурные решения»
- «Как помогать просителям: работа церковной социальной службы»
- «Приют для будущих мам: от плана до воплощения»
- «Юридическая помощь бездомным и другим социально-исключенным группам: в помощь практикам»

- «Как построить сайт. В помощь благотворительным организациям»
- «Инвалид в храме: помощь людям с проблемами слуха и зрения»
- «Азбука помощи наркозависимым: православный взгляд»
- В храм пришел наркозависимый. Как помочь?
- Духовные, психологические и практические особенности помощи бездомным
- Опыт создания богадельни
- Помощь глухим и слабослышащим
- Опыт создания церковного центра гуманитарной помощи
- Как организовать помощь кризисным семьям в сельской местности: Опыт курской областной организации Центр «Милосердие»
- Помощь бездомным. Справочник социального работника
- Начало жизни и внутриутробное развитие человека: от биологии к биоэтике
- Как организовать общество трезвости на приходе. Практические рекомендации
- Незрячий в храме
- Группа трезвости при храме: руководство для ведущего
- Требные сестры в больнице: помощь священнику и больным
- Участие детей в служении милосердия. Методическое пособие
- Социальное сопровождение подростков в местах лишения свободы и после освобождения
- Пастырская и сестринская помощь ВИЧ-инфицированным людям. Пособие для священников, сестер милосердия и добровольцев
- За жизнь. Защита материнства и детства. Опыт и методика работы
- В храм пришел проситель. Методические рекомендации церковной социальной службе
- Как создать службу добровольных помощников
- Как организовать общество трезвости на приходе
- Как организовать помощь бездомным на приходе
- Сборники по социальной работе на приходе
- Помощь бездомным
- Организация работы добровольцев
- Помощь инвалидам
- Методология социальной реабилитации наркозависимых в церковной общине
- Юридическая помощь детским приютам
- Уход за больными
- Помощь ВИЧ-инфицированным
- Помощь в преодолении наркотической зависимости
- Помощь в преодолении алкогольной зависимости
- Справочник бездомного — 2018
- Больничный священник
- Создание доступной среды в храме: комплексный подход

## Публикации в СМИ
- «Благотворительная и социальная помощь в Крымске» (16.07.2012. Радио «Эхо Москвы». Эфир о работе церковного штаба помощи пострадавшим от наводнения в Крымске).
- «Крест Георгиевского» (21.01.2013. «Газета.ру». Репортаж о православном реабилитационном центре при Свято-Георгиевском приходе Кинешемской епархии — ресурсном центре Координационного центра по противодействию наркомании Синодального отдела по благотворительности).
- «Во многих сферах государству есть чему поучиться у церкви» (01.02.2013. Радио «Коммерсант-ФМ». Эфир о деятельности Церкви в социальной сфере).
- «В Москве прошла акция, приуроченная к Международному дню медицинской сестры» (12.05.2013. Первый канал. Репортаж о благотворительном празднике «Белый Цветок», организованном православной службой помощи «Милосердие» и Синодальным отделом по благотворительности).
- «Игроки: Боимся ответственности» (29.05.2013. Газета «Ведомости», приложение «Форум». Статья заместителя председателя Синодального отдела по благотворительности Марины Васильевой).
- «Приютить души» (10.06.2013. Журнал «Огонек». Публикация о победителе премии в сфере помощи бездомным имени Надежды Монетовой, организованной Синодальным отделом по благотворительности, — Вере Костылевой).
- «Церковь призвала россиян к посмертному донорству» (11.06.2013. Журнал «Сноб». Публикация об отношении Церкви к посмертному донорству органов).
- «Гематологическому центру Минздрава срочно нужны доноры» (24.07.2013. Телеканал НТВ. В столице сдают кровь в помощь пациентам Гематологического научного центра Минздрава — репортаж о передвижной станции переливания крови, работу которой организовала православная служба помощи «Милосердие»).
- «Только не в детский дом» (29.07.2013. Журнал «Коммерсантъ. Власть». Материал о двух социальных приютах, которые помогают беременным женщинам и мамам с детьми справиться с трудной жизненной ситуацией и о том, с какими трудностями приходится сталкиваться их организаторам).
- «Подлинный смысл жизни — в служении другим» (20.08.2013. «Газета.ру». Интервью с председателем Синодального отдела по благотворительности епископом Орехово-Зуевский Пантелеимоном о том, как в Церкви налажена работа по социальному служению и на какие средства она ведется).
- «Церковь установит первый в Москве пункт обогрева бездомных» (20.01.2014. Радио «Бизнес ФМ». Новость об открытии первого в Москве пункта обогрева бездомных, который будет расположен на территории Синодального отдела по церковной благотворительности).
- «Крыша на ночь» (24.01.2014. «Ведомости. Пятница». Материал о людях, пришедших в первый пункт обогрева для бездомных, основанный при Синодальном отделе по благотворительности на Николоямской улице).
- «Владыка Пантелеимон: откликаться на чужую беду нужно, но важно понимать как» (06.02.2014. Газета «АиФ». Интервью с председателем Синодального отдела по церковной благотворительности и социальному служению епископом Орехово-Зуевским Пантелеимоном о том, как правильно творить благие дела).
- «Возможен ли Бог в мире страдания» (17.02.2014. Журнал «Эксперт». Интервью с епископом Орехово-Зуевским Пантелеимоном о благотворительности, которая «вывела авторов на очень острую тему»).
- «Наркоманам подстелили соломку» (11.04.2014. Газета «Коммерсантъ». Публикация об эксперименте по социальной реабилитации наркозависимых, который стартовал 1 июня 2014 года в Москве: они получат государственный сертификат и возможность выбирать, где пройти курс психологической помощи — в государственной клинике или частном учреждении).
- «В Москве появился таксофон для бездомных» (15.05.2014. Газета «Известия». Новость о таксофоне, установленном в Москве на Николоямской улице возле пункта обогрева для бездомных. Телефоном можно воспользоваться для поиска работы и связи с близкими).
- «Русская Православная Церковь будет помогать украинским беженцам по всей стране» (01.08.2014. Телеканал НТВ. Репортаж о плане Церкви по оказанию помощи беженцам с юго-востока Украины. Во все епархии разосланы рекомендации по созданию при храмах складов гуманитарной помощи, размещению беженцев и помощи в поиске работы).
- «Домой через „Ангар спасения“ (01.12.2014. „Газета.ру“. Репортаж об открытии „Ангара спасения“ для бездомных — палатке, установленной во дворе рядом со зданием Синодального отдела по благотворительности. Бездомный, заглянувший в палатку погреться, может уже через несколько дней вернуться к близким и заново научиться жить в обществе).
- „Епископ Пантелеимон: мир похож на больницу“ (15.12.2014. Журнал „Огонек“. Интервью с главой Синодального отдела по благотворительности о возвращении нашего общества к милосердию, о деятельности православной службы помощи „Милосердие“ и о том, почему нельзя не помогать несчастным).
- „В Великий пост самое главное — научиться любви“ (20.02.2015. Газета „Гудок. Пятница“. Председатель Синодального отдела по благотворительности епископ Орехово-Зуевский Пантелеимон рассказал корреспонденту издания о том, как подготовиться и провести дни Великого поста).
- „Милосердие — потребность души“ (27.03.2015. Газета „Коммерсантъ“. Интервью с епископом Орехово-Зуевского Пантелеимоном о причинах всплеска общественного интереса к благотворительности и о том, нужно ли совершать добрые дела анонимно).
- „Епископ Пантелеимон: мы молимся об Украине на каждой Литургии и будем дальше молиться, чтобы детки выздоровели“ (05.05.2015. Первый канал. Репортаж о посещении председателем Синодального отдела по благотворительности раненых детей Донбасса, находящихся на лечении в „клинике доктора Рошаля“).
- „В школу своим ходом“ (29.12.2015. „Газета.ру“. Материал о группа дневного пребывания для детей-инвалидов православной службы помощи „Милосердие“).
- „Сестры милосердия отмечают свой профессиональный праздник на работе“ (12.05.2016. Телеканал НТВ. Репортаж о работе сестер милосердия в богадельне).
- „На нас идет вода“ (08.09.2016. Портал „Лента.ру“. Сестра милосердия Полина Юферева о наводнении в Приморье с места событий).
- „В Церкви помогают наркозависимым вернуться к нормальной жизни“ (26.06.2017. Первый канал. Репортаж о работе церковной системы помощи наркозависимым).
- »«Мама, передумай!»: отказавшихся от аборта обеспечит Церковь" (07.07.2017. «Комсомольская правда». Материал о том, как в России открываются приюты и гуманитарные центры для беременных).
- «Мамин дом» (13.10.2018. Газета «Коммерсантъ». Репортаж о церковной помощи женщинам в кризисной ситуации).
- «Дом для молодой мамы» (17.10.2018. Первый канал. Репортаж о православных и государственных кризисных центрах для мам).
- «Людей добивает презрение» (11.11.2018. «Новая газета». Интервью с руководителем благотворительных программ православной службы «Милосердие» об отношении москвичей к бездомным и о помощи людям, потерявшим все).
- «Церковь помогает наркозависимым» (02.03.2019. Радио «Вести FM». Эфир о старте совместного проекта помощи наркозависимым Синодального отдела по благотворительности и телеканала «Спас» «Реабилитация. LIVE»).